# Enyo taedium
Enyo taedium är en fjärilsart som beskrevs av William Schaus 1890. Enyo taedium ingår i släktet Enyo och familjen svärmare. Inga underarter finns listade i Catalogue of Life.

## Bildgalleri

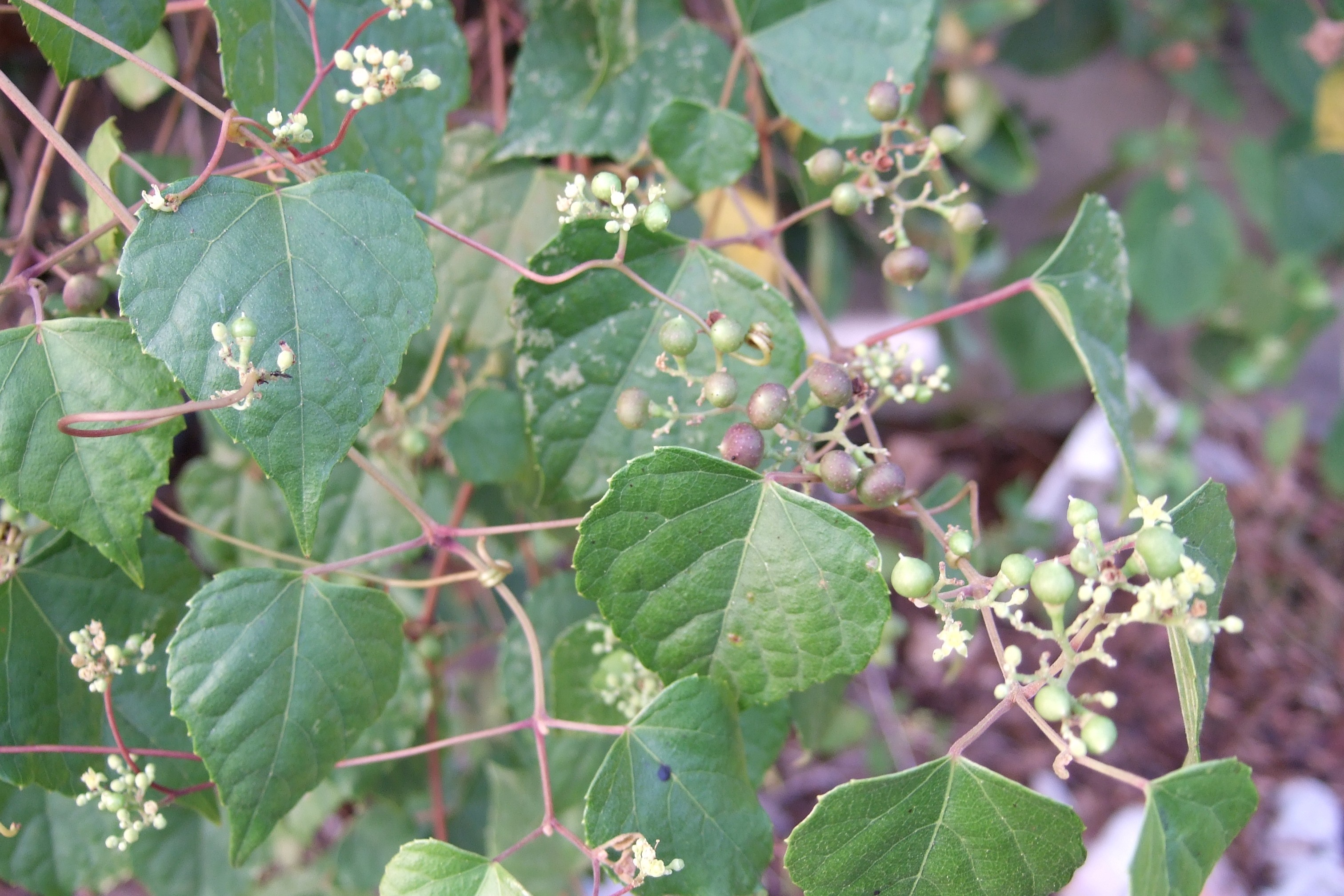
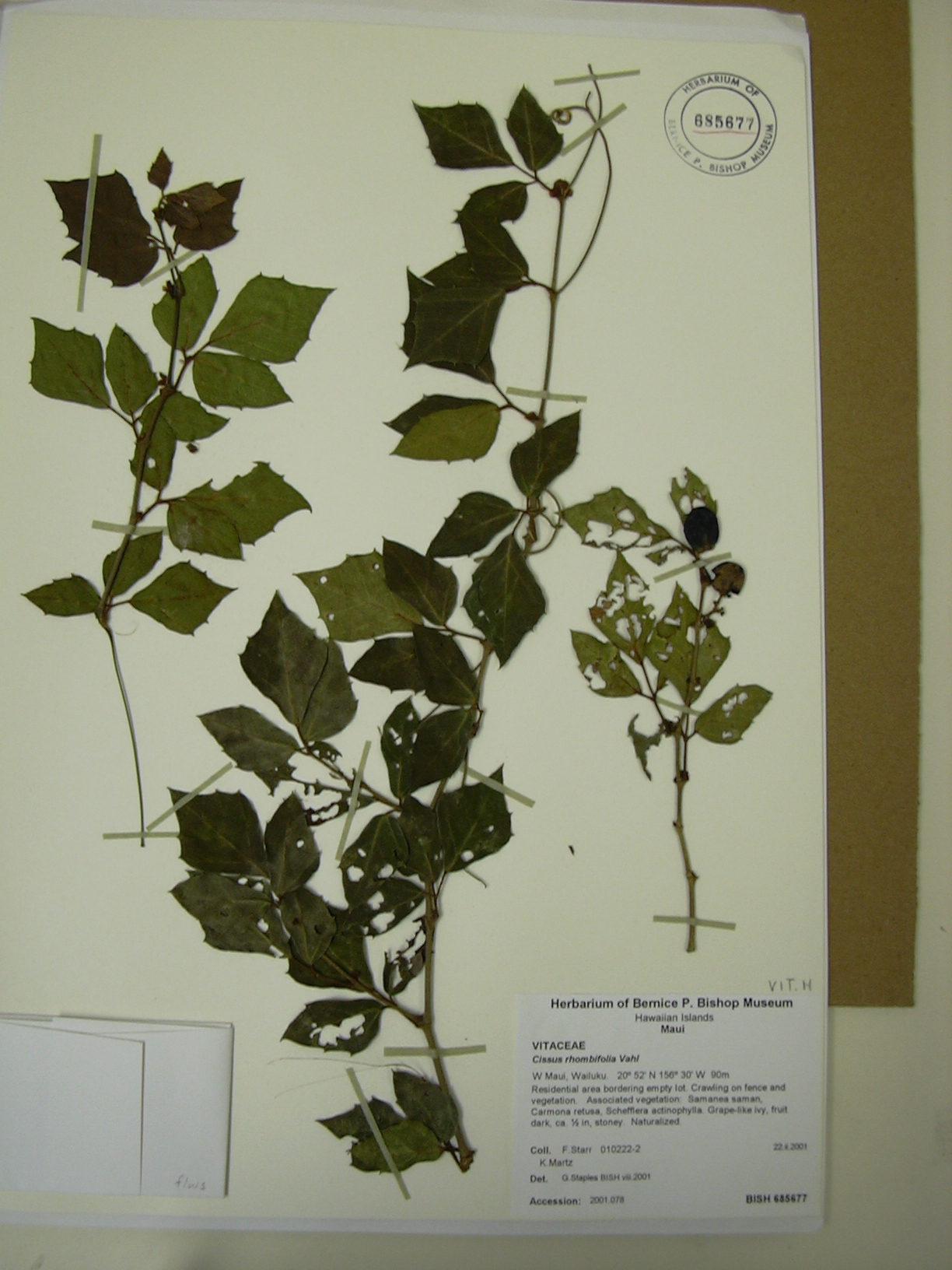
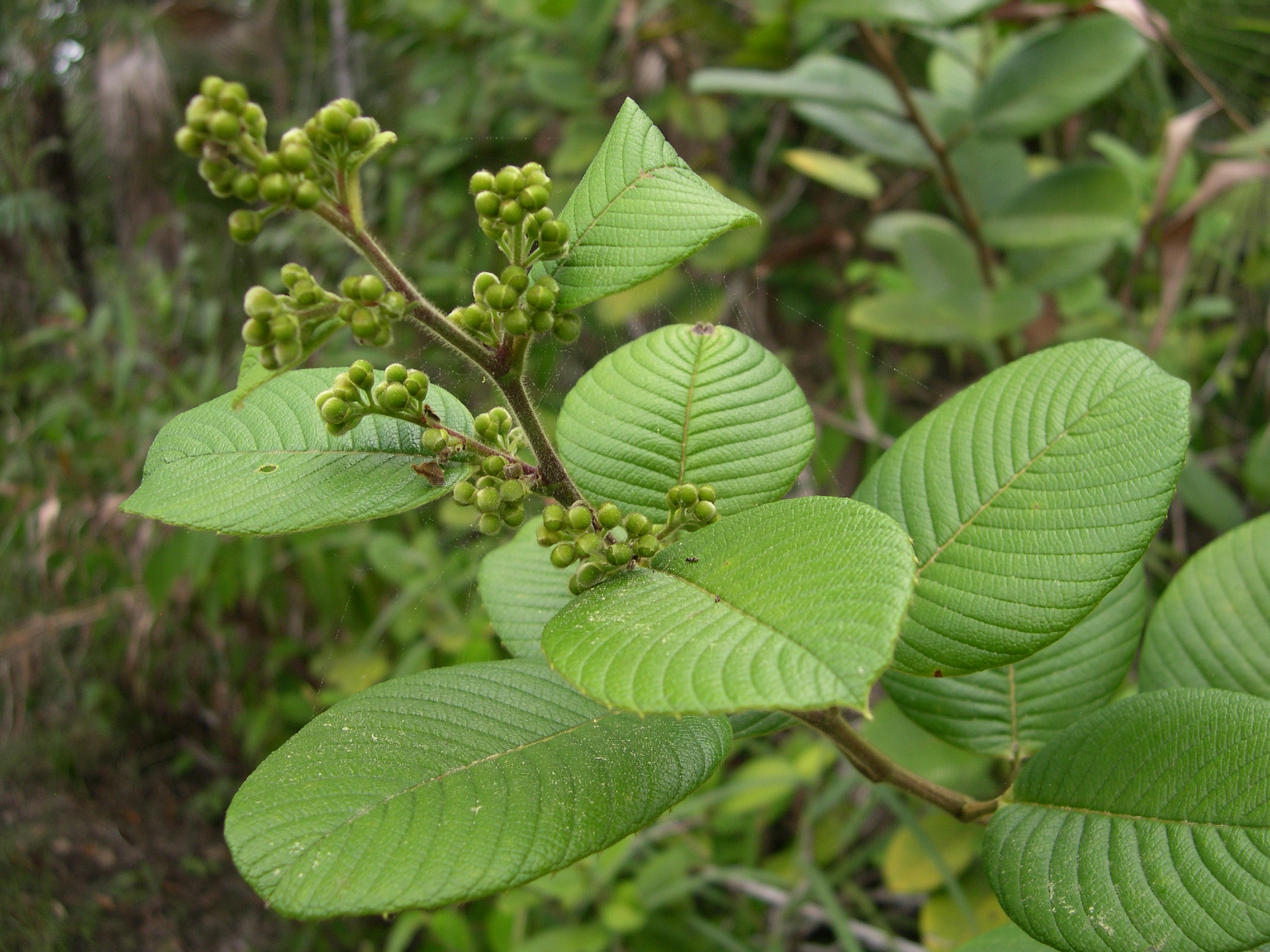
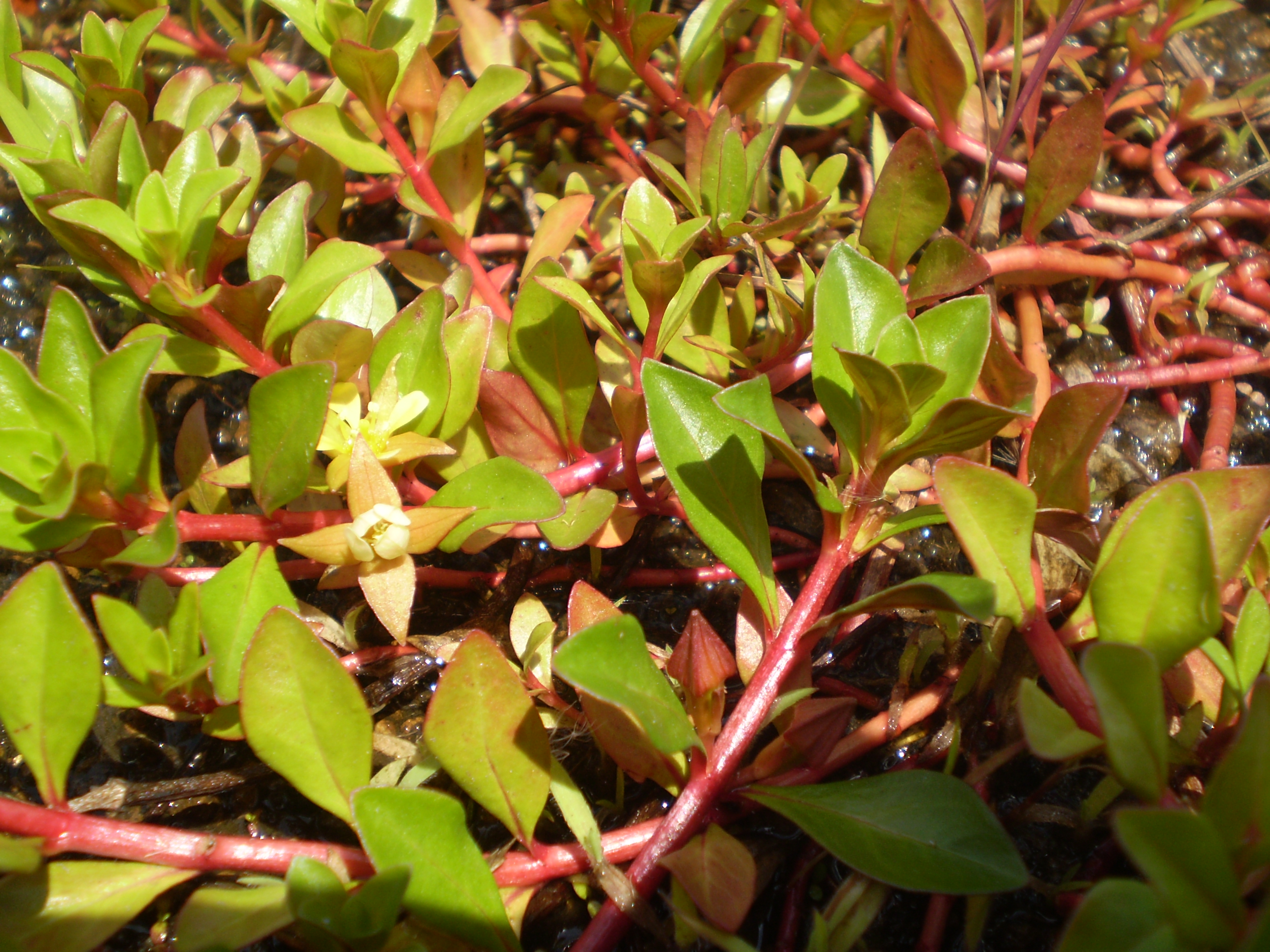